# Alfabeto armênio

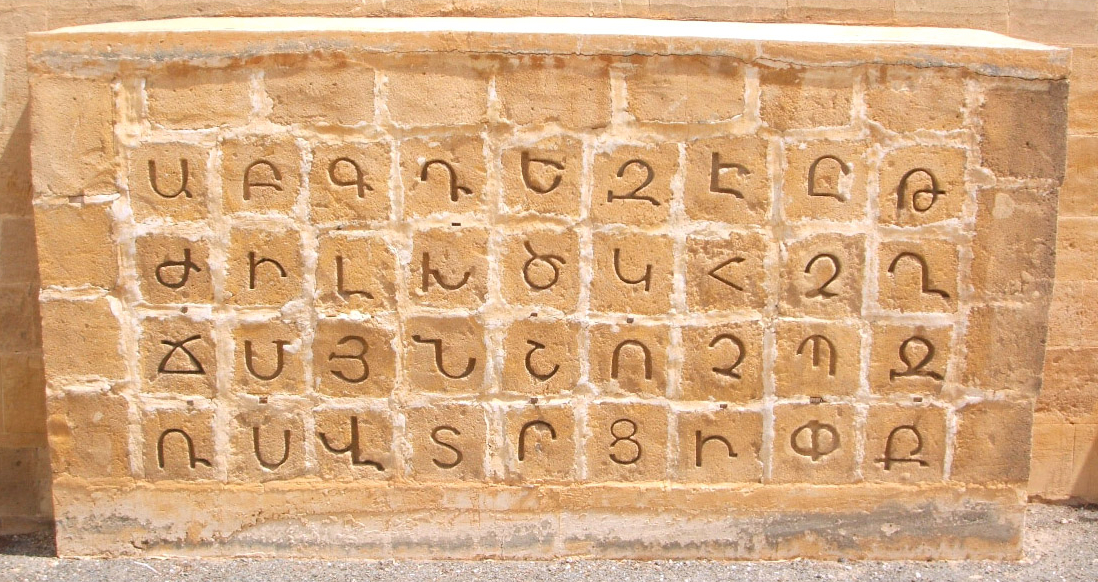
Monumento ao alfabeto armênio no Instituto Educacional Melkonian, em Nicósia, Chipre

O alfabeto armênio (português brasileiro) ou arménio (português europeu) é o alfabeto utilizado por falantes armênio e foi idealizado no ano 405 por Mesrobes Mastósio. O primeiro texto a ser escrito nesse alfabeto foi a Bíblia, transcrição essa feita pelo próprio Mesrobes. A forma mais antiga de se escrever o armênio, forma utilizada até o século XI, é conhecida por erkat'agir (letras de ferro), e é com essa forma que os armênios utilizam para escrever o seu idioma. O alfabeto armênio é escrito da esquerda para a direita e possui letras maiúsculas e minúsculas, tal como o alfabeto latino.
A escrita tinha originalmente 36 letras; eventualmente, mais duas foram adotados (Օ օ [ō] e Ֆ ֆ [f]). Foi amplamente utilizado no Império Otomano nos séculos XVIII e XIX. Atualmente esse alfabeto possui no total, 38 caracteres distintos (há ainda a ligadura և), entre consoantes e vogais.
O armênio possui dois tipos diferentes de dialetos: Ocidental (falado pela diáspora armênia que viveu na Armênia Ocidenal até o século XX) e Oriental (falado nativamente na Armênia). Tanto um como outro utilizam o mesmo alfabeto (com pequenas variações), entretanto alguns caracteres possuem nomes e pronúncias diferentes. Por exemplo, a segunda letra do alfabeto do armênio oriental é "ben" e tem som de 'b', enquanto que no armênio ocidental, a segunda letra é "pen" tem o som de 'p'.
Algumas letras têm diferentes sons dependendo de onde está localizada na palavra. Por exemplo, a letra vo (ո), tem som de 'v' no início de uma palavra, mas tem som de 'o' quando está no meio. Outra letra com o mesmo comportamento é o hiun (ւ), que tem som de 'h' no início de uma palavra, mas também é combinada com outras letras para formar dígrafos, tendo como exemplo, a união desta letra com a letra vo (ո), formando o dígrafo ու, que tem o som de  'u', exemplo: o nome do país Peru no alfabeto armênio se escreve desta maneira "Պերու" ("Beru").

## O alfabeto
Estas são as letras do alfabeto armênio ocidental:
| Letra                              | Nome                   | Nome                 | Nome             | Nome             | Nome              | Pronunciação            | Pronunciação            | Pronunciação            | Transliteração              | Valor numérico |
| Letra                              | Ortografia tradicional | Ortografia reformada | Pronunciação     | Pronunciação     | Pronunciação      | Armênio clássico        | Armênio oriental        | Armênio ocidental       | Armênio clássico (ISO 9985) | Valor numérico |
| Letra                              | Ortografia tradicional | Ortografia reformada | Armênio clássico | Armênio oriental | Armênio ocidental | Armênio clássico        | Armênio oriental        | Armênio ocidental       | Armênio clássico (ISO 9985) | Valor numérico |
| ---------------------------------- | ---------------------- | -------------------- | ---------------- | ---------------- | ----------------- | ----------------------- | ----------------------- | ----------------------- | --------------------------- | -------------- |
| Ա ա                                | այբ                    | այբ                  | [aɪb]            | [aɪb]            | [aɪpʰ]            | [ɑ]                     | [ɑ]                     | [ɑ]                     | a                           | 1              |
| Բ բ                                | բեն                    | բեն                  | [bɛn]            | [bɛn]            | [pʰɛn]            | [b]                     | [b]                     | [pʰ]                    | b                           | 2              |
| Գ գ                                | գիմ                    | գիմ                  | [gim]            | [gim]            | [kʰim]            | [g]                     | [g]                     | [kʰ]                    | g                           | 3              |
| Դ դ                                | դա                     | դա                   | [dɑ]             | [dɑ]             | [tʰɑ]             | [d]                     | [d]                     | [tʰ]                    | d                           | 4              |
| Ե ե                                | եչ                     | եչ                   | [jɛtʃʰ]          | [jɛtʃʰ]          | [jɛtʃʰ]           | [ɛ], inicialmente [jɛ]1 | [ɛ], inicialmente [jɛ]1 | [ɛ], inicialmente [jɛ]1 | e                           | 5              |
| Զ զ                                | զա                     | զա                   | [zɑ]             | [zɑ]             | [zɑ]              | [z]                     | [z]                     | [z]                     | z                           | 6              |
| Է է                                | է                      | է                    | [ɛː]             | [ɛ]              | [ɛ]               | [ɛː]                    | [ɛ]                     | [ɛ]                     | ē                           | 7              |
| Ը ը                                | ըթ                     | ըթ                   | [ətʰ]            | [ətʰ]            | [ətʰ]             | [ə]                     | [ə]                     | [ə]                     | ë                           | 8              |
| Թ թ                                | թո                     | թո                   | [tʰo]            | [tʰo]            | [tʰo]             | [tʰ]                    | [tʰ]                    | [tʰ]                    | t‘                          | 9              |
| Ժ ժ                                | ժէ                     | ժե                   | [ʒɛː]            | [ʒɛ]             | [ʒɛ]              | [ʒ]                     | [ʒ]                     | [ʒ]                     | ž                           | 10             |
| Ի ի                                | ինի                    | ինի                  | [ini]            | [ini]            | [ini]             | [i]                     | [i]                     | [i]                     | i                           | 20             |
| Լ լ                                | լիւն                   | լյուն                | [lʏn]2           | [lʏn]2           | [lʏn]2            | [l]                     | [l]                     | [l]                     | l                           | 30             |
| Խ խ                                | խէ                     | խե                   | [χɛː]            | [χɛ]             | [χɛ]              | [χ]                     | [χ]                     | [χ]                     | x                           | 40             |
| Ծ ծ                                | ծա                     | ծա                   | [tsɑ]            | [tsʼɑ]           | [dzɑ]             | [ts]                    | [tsʼ]                   | [dz]                    | ç                           | 50             |
| Կ կ                                | կեն                    | կեն                  | [kɛn]            | [kʼɛn]           | [gɛn]             | [k]                     | [kʼ]                    | [g]                     | k                           | 60             |
| Հ հ                                | հո                     | հո                   | [ho]             | [ho]             | [ho]              | [h]                     | [h]                     | [h]                     | h                           | 70             |
| Ձ ձ                                | ձա                     | ձա                   | [dzɑ]            | [dzɑ]            | [tsʰɑ]            | [dz]                    | [dz]                    | [tsʰ]                   | j                           | 80             |
| Ղ ղ                                | ղատ                    | ղատ                  | [ɫɑt]            | [ʁɑtʼ]           | [ʁɑd]             | [l], or [ɫ]             | [ʁ]                     | [ʁ]                     | ġ                           | 90             |
| Ճ ճ                                | ճէ                     | ճե                   | [tʃɛː]           | [tʃʼɛ]           | [ʤɛ]              | [tʃ]                    | [tʃʼ]                   | [ʤ]                     | č̣                           | 100            |
| Մ մ                                | մեն                    | մեն                  | [mɛn]            | [mɛn]            | [mɛn]             | [m]                     | [m]                     | [m]                     | m                           | 200            |
| Յ յ                                | յի                     | հի                   | [ji]             | [hi]             | [hi]              | [j]                     | [h]3, [j]               | [h]3, [j]               | y                           | 300            |
| Ն ն                                | նու                    | նու                  | [nu]             | [nu]             | [nu]              | [n]                     | [n]                     | [n]                     | n                           | 400            |
| Շ շ                                | շա                     | շա                   | [ʃɑ]             | [ʃɑ]             | [ʃɑ]              | [ʃ]                     | [ʃ]                     | [ʃ]                     | š                           | 500            |
| Ո ո                                | ո                      | ո                    | [o]              | [vo]             | [vo]              | [o], inicialmente [vo]4 | [o], inicialmente [vo]4 | [o], inicialmente [vo]4 | o                           | 600            |
| Չ չ                                | չա                     | չա                   | [tʃʰɑ]           | [tʃʰɑ]           | [tʃʰɑ]            | [tʃʰ]                   | [tʃʰ]                   | [tʃʰ]                   | č                           | 700            |
| Պ պ                                | պէ                     | պե                   | [pɛː]            | [pʼɛ]            | [bɛ]              | [p]                     | [pʼ]                    | [b]                     | p                           | 800            |
| Ջ ջ                                | ջէ                     | ջե                   | [ʤɛː]            | [ʤɛ]             | [tʃʰɛ]            | [ʤ]                     | [ʤ]                     | [tʃʰ]                   | ǰ                           | 900            |
| Ռ ռ                                | ռա                     | ռա                   | [rɑ]             | [ɾɑ]             | [ɾɑ]              | [r]                     | [ɾ]                     | [ɾ]                     | ṙ                           | 1000           |
| Ս ս                                | սէ                     | սե                   | [sɛː]            | [sɛ]             | [sɛ]              | [s]                     | [s]                     | [s]                     | s                           | 2000           |
| Վ վ                                | վեւ                    | վեվ                  | [vɛv]            | [vɛv]            | [vɛv]             | [v]                     | [v]                     | [v]                     | v                           | 3000           |
| Տ տ                                | տիւն                   | տյուն                | [tʏn]            | [tʼʏn]5          | [dʏn]             | [t]                     | [tʼ]                    | [d]                     | t                           | 4000           |
| Ր ր                                | րէ                     | րե                   | [ɹɛː]            | [ɹɛ]6            | [ɾɛ]              | [ɹ]6                    | [ɹ]6                    | [ɾ]                     | r                           | 5000           |
| Ց ց                                | ցո                     | ցո                   | [tsʰo]           | [tsʰo]           | [tsʰo]            | [tsʰ]                   | [tsʰ]                   | [tsʰ]                   | c‘                          | 6000           |
| Ւ ւ                                | հիւն                   | N/A7                 | [hʏn]            | [hʏn]            | [hʏn]             | [w]                     | [v]8                    | [v]8                    | w                           | 7000           |
| Փ փ                                | փիւր                   | փյուր                | [pʰʏɹ]9          | [pʰʏɹ]9          | [pʰʏɾ]            | [pʰ]                    | [pʰ]                    | [pʰ]                    | p‘                          | 8000           |
| Ք ք                                | քէ                     | քե                   | [kʰɛː]           | [kʰɛ]            | [kʰɛ]             | [kʰ]                    | [kʰ]                    | [kʰ]                    | k‘                          | 9000           |
| Acrescentado durante o século XIII |                        |                      |                  |                  |                   |                         |                         |                         |                             |                |
| Օ օ                                | օ                      | օ                    | [o]              | [o]              | [o]               | [o]                     | [o]                     | [o]                     | ò                           | N/A            |
| Ֆ ֆ                                | ֆէ                     | ֆե                   | [fɛː]            | [fɛ]             | [fɛ]              | [f]                     | [f]                     | [f]                     | f                           | N/A            |

## Armênio em Unicode
Os caracteres armênios em Unicode vão de U+0530 a U+058F.
|     |  | 0 | 1 | 2 | 3 | 4 | 5 | 6 | 7 | 8 | 9 | A | B | C | D | E | F |
| 530 |  |   | Ա | Բ | Գ | Դ | Ե | Զ | Է | Ը | Թ | Ժ | Ի | Լ | Խ | Ծ | Կ |
| 540 |  | Հ | Ձ | Ղ | Ճ | Մ | Յ | Ն | Շ | Ո | Չ | Պ | Ջ | Ռ | Ս | Վ | Տ |
| 550 |  | Ր | Ց | Ւ | Փ | Ք | Օ | Ֆ |   |   | ՙ | ՚ | ՛ | ՜ | ՝ | ՞ | ՟ |
| 560 |  | ՠ | ա | բ | գ | դ | ե | զ | է | ը | թ | ժ | ի | լ | խ | ծ | կ |
| 570 |  | հ | ձ | ղ | ճ | մ | յ | ն | շ | ո | չ | պ | ջ | ռ | ս | վ | տ |
| 580 |  | ր | ց | ւ | փ | ք | օ | ֆ | և |   | ։ | ֊ |   |   |   |   |   |

## Formas escritas
Na caligrafia, as letras maiúsculas e minúsculas parecem mais semelhantes do que na impressão, e a ordem dos traços é mais aparente.

ա
բ
գ
դ
ե
զ
է
ը
թ
ժ
ի
լ
խ
ծ
կ
հ
ձ
ղ
ճ
մ
յ
ն
շ
ո
չ
պ
ջ
ռ
ս
վ
տ
ր
ց
փ
ք
օ
ֆ
ու
և

## Sinais de pontuação
Marcas de pontuação armênias fora de uma palavra:
- [ «  » ] Os čakertner são usados como aspas comuns e são colocados como guillemets franceses: logo acima da linha de base (de preferência centralizado verticalmente no meio da altura x das letras minúsculas armênias).
- [ , ] O storaket é usado como uma vírgula e colocado como em português.
- [ ՝ ] O boot' (que se parece com um apóstrofo invertido em forma de vírgula) é usada como uma parada curta e colocada da mesma maneira que o ponto-e-vírgula, para indicar uma pausa mais longa que a de uma vírgula, mas mais curta que a de uma vírgula. cólon; em muitos textos, ela é substituída por aspas simples de abertura simples (uma vírgula elevada em forma de 6, ou em forma de 9 espelhado, ou em forma de cunha descendente), ou por um acento grave de espaçamento.
- [ ․ ] O mijaket (cujo ponto único na linha de base parece um ponto final latino) é usado como dois pontos comuns, principalmente para separar duas cláusulas intimamente relacionadas (mas ainda independentes), ou quando uma longa lista de itens segue.
- [ ։ ] O verjaket (cujos dois pontos empilhados verticalmente parecem dois pontos latinos) é usado como o ponto final comum e colocado no final da frase (muitos textos em armênio substituem o verjaket pelos dois pontos latinos, pois a diferença é quase invisível em baixas resolução para textos normais, mas a diferença pode ser visível em cabeçalhos e títulos, pois os pontos geralmente são mais grossos para corresponder ao mesmo peso óptico dos traços verticais das letras, os pontos preenchendo a altura x comum das letras armênias).

Os seguintes sinais de pontuação armênios colocados acima e ligeiramente à direita da vogal cujo tom é modificado, a fim de refletir a entonação:
- [ ՜ ] O yerkaratsman nshan (que parece um til subindo na diagonal) é usado como um ponto de exclamação.
- [ ՛ ] O shesht (que parece um acento agudo sem espaçamento) é usado como uma marca de ênfase.
- [ ՞ ] O hartsakan nshan é usado como um ponto de interrogação.

Sinais de pontuação armênios usados dentro de uma palavra:
- [ ֊ ] O yent'amna é usado como o hífen armênio comum.
- [ ՟ ] O pativ foi usado como uma marca de abreviação armênia e foi colocado no topo de uma palavra abreviada para indicar que foi abreviada. Agora está obsoleto.
- [ ՚ ] O apat'arts é usado como um apóstrofo de espaçamento (que se parece com um bastão vertical ou cunha apontando para baixo, ou como uma vírgula elevada em forma de 9, ou como um pequeno parêntese de fechamento da esquerda para a direita sobrescrito ou meio anel), apenas em armênio ocidental, para indicar a elisão de uma vogal, geralmente /ə/.

## Transliteração
A letra ւ (w) raramente é usada. Faz parte de um dígrafo e também é usado em ligaduras, que são os únicos lugares onde ւ é usado.
A ISO 9985 (1996) translitera o alfabeto armênio para o armênio moderno da seguinte forma:
| ա | բ | գ | դ    | ե    | զ | է  | ը | թ  | ժ | ի | լ  | խ   | ծ  | կ  | հ  | ձ  | ղ | ճ  | մ      |
| - | - | - | ---- | ---- | - | -- | - | -- | - | - | -- | --- | -- | -- | -- | -- | - | -- | ------ |
| a | b | g | d    | ye/e | z | e  | ë | t’ | ž | i | l  | x   | ts | k  | h  | dz | ṙ | tš | m      |
| յ | ն | շ | ո    | չ    | պ | ջ  | ռ | ս  | վ | տ | ր  | ց   | ւ  | փ  | ք  | օ  | ֆ | ու | և      |
| y | n | š | vo/o | tš’  | p | dž | r | s  | v | t | r’ | ts’ | w  | p’ | k’ | o  | f | u  | yew/ew |

Na literatura linguística sobre o armênio clássico, sistemas ligeiramente diferentes estão em uso.
| ա | բ | գ | դ | ե  | զ | է | ը | թ  | ժ | ի | լ | խ  | ծ | կ  | հ  | ձ | ղ  | ճ  | մ |
| - | - | - | - | -- | - | - | - | -- | - | - | - | -- | - | -- | -- | - | -- | -- | - |
| a | b | g | d | e  | z | ê | ə | t‛ | ž | i | l | x  | c | k  | h  | j | ł  | č  | m |
| յ | ն | շ | ո | չ  | պ | ջ | ռ | ս  | վ | տ | ր | ց  | ւ | փ  | ք  | օ | եւ | ու | ֆ |
| y | n | š | o | č‛ | p | ǰ | r̄ | s  | v | t | r | c‛ | w | p‛ | k‛ | ô | ev | u  | f |

## Layoutsde teclado
Os teclados armênios orientais e ocidentais padrão são baseados no layout da fonte Arasan. Esses layouts de teclado são principalmente uma transliteração fonética do layout QWERTY latino e permitem acesso direto a todos os caracteres do alfabeto. Como há mais caracteres no alfabeto armênio (39) do que no latim (26), alguns caracteres armênios aparecem em teclas não alfabéticas em um teclado QWERTY convencional (por exemplo, շ mapeia para ,).

Layout de teclado para o armênio oriental

Layout de teclado para o armênio ocidental. Difere do layout oriental em que os pares ւ–վ, բ–պ, ք–կ, e դ–տ são trocados